# Славеноболгарское детеводство
„Славеноболгарское детоводство“ е учебник, предназначен за българските училища и издаден през 1835 година от Неофит Бозвели с помощта и възможното съавторство на Емануил Васкидович. Определян от някои изследователи като първият български енциклопедичен справочник.
„Славеноболгарское детоводство“ е най-значимата и единствената издадена приживе книга на Неофит Бозвели, един от най-изявените водачи на българското национално просветно и църковно движение през 30-те и 40-те години на 19 век. Тя се състои от шест части, отпечатани като отделни книги:
- Славеноболгарское детоводство за малките деца: Напечатано с одобрением и иждивением Его Светлости Княза Сербскаго Милоша Теодоровича Обреновича (на дар учащеися Болгарской юности) благословением же преосвященнейшаго Сербии Митрополита Господина Петра. Собрано от различни списатели и сочинено на шест части за шест ученичнии чини: первом преведено от елиногреческаго диалекта на славяновболгарскаго и издано от Неофита архимандрита Хилендарца, родом же котлянца. Част первая содержащая познания букви, срицания слогов, обучения добронравних, веществений имянителник, вседневната детинска молба. В Крагуевце, у Княжеско-сербской типографии, 1835.
- Славеноболгарское детоводство за малките деца… Собрано от различни списатели и сочинено на шест части за шест ученичнии чини, первом преведено от елиногреческаго диалекта на славяновболгарскаго и издано от Неофита архимандрита Хилендарца, родом же котлянца и Емануила Васкидовича, елиногреческаго Свищовскскаго училища учител. Част вторая. Содержащая известия за пят тех чувстви, надлежателства на обхождението с разни лица и обезателства, Езопови басни, Нравоучителнии повести, Четирите нуждни науки всякому, Пят тех ползи на человечеството и должностите на всякая фамилия. В Крагуевце, у Княжеско-сербской типографии, 1835.
- Славеноболгарское детоводство за малките деца… Собрано от различни списатели и сочинено на шест части за шест ученичнии чини, первом преведено от елиногреческаго диалекта на славяновболгарскаго и издано от Неофита архимандрита Хилендарца, родом же котлянца и Емануила Васкидовича, елиногреческаго Свищовскскаго училища учител. Част третая содержащая и обучающая известия славяноболгарской граматики, кратко художественое и кратко баснословие на древните елини. В Крагуевце, у Княжеско-сербской типографии, 1835.
- Аритметическое руководство за наставление на болгарските юноши… Первом же издано от Неофита архимандрита Хилендарца, родом же котлянца. Част четвертая. В Крагуевце, у Княжеско-сербской типографии, 1835.
- Краткое политическое землеописание за обучение на болгарското младенчество… Первом же издано от Неофита архимандрита Хилендарца, родом же котлянца. Част петая. В Крагуевце, у Княжеско-сербской типографии, 1835.
- Славеноболгарский предручний послателник за наставление на Болгарските юноши… Собрано от различни списатели елиногреческаго диалекта, первом преведен и сочинен на славяновболгарскаго и издан от Неофита архимандрита Хилендарца, родом же котлянца. Част шестая содержащая наставителнаго устава и порадъчно подобителнаго примера, послателнаго поучения, как всякий според причините, лицата и обязателства прилично да писува. В Крагуевце, у Княжеско-сербской типографии, 1835.

Учебникът съдържа и една обособена притурка – „Кратка свещена история и свещен катехизис“.